# Fritillaria sichuanica
Fritillaria sichuanica är en liljeväxtart som beskrevs av Sing Chi Chen. Fritillaria sichuanica ingår i Klockliljesläktet och i familjen liljeväxter. Inga underarter finns listade.